# Cross Border del Norte 2011
El Cross Border del Norte 2011 fue una edición de este torneo celebrado en Encarnación, Paraguay presentándose 2 uniones de la Confederación Sudamericana de Rugby (CONSUR) y 2 de la Unión Argentina de Rugby (UAR). El torneo se disputó en régimen de play-off en el que los ganadores de la primera fecha pasaron a la final 48 horas después. El título fue para la Unión de Rugby del Noreste, unión que comprende a la provincia del Chaco y al oeste de la de Corrientes, al ganar la final a los Yacarés del Paraguay.

## Equipos participantes
- Confederação Brasileira de Rugby (CBRu)
- Unión de Rugby de Misiones (URUMI)
- Unión de Rugby del Noreste (URNE)
- Unión de Rugby del Paraguay (URP)

## Play off[3]
|  | Semifinales | Semifinales |   |        | Final        | Final       |  |
|  | 18 de marzo | 18 de marzo |   |        | 20 de marzo  | 20 de marzo |  |
|  |             |             |   |        |              |             |  |
|  |             |             |   |        |              |             |  |
|  | Brasil      | 17          |   |        |              |             |  |
|  | Noreste     | 27          |   |        |              |             |  |
|  |             |             |   |        |              |             |  |
|  |             |             |   |        |              |             |  |
|  |             |             |   |        | Noreste      | 70          |  |
|  |             | Paraguay    | 8 |        |              |             |  |
|  |             |             |   |        |              |             |  |
|  |             |             |   |        |              |             |  |
|  |             |             |   |        | Tercer lugar |             |  |
|  |             |             |   |        |              |             |  |
|  | Paraguay    | 30          |   | Brasil | 27           |             |  |
|  | Misiones    | 7           |   |        | Misiones     | 11          |  |

## Semifinales
| 18 de marzo 14:30 | Brasil | 17 - 27 | Noreste | Complejo Residencial Agua Vista, Encarnación, Paraguay |  |

| 18 de marzo 16:30 | Paraguay | 30 - 7 | Misiones | Complejo Residencial Agua Vista, Encarnación, Paraguay |  |

## Tercer puesto
| 20 de marzo 14:30 | Brasil | 27 - 11 | Misiones | Complejo Residencial Agua Vista, Encarnación, Paraguay |  |

## Final
| 20 de marzo 16:30 | Noreste | 70 - 8 | Paraguay | Complejo Residencial Agua Vista, Encarnación, Paraguay |  |
|                   |         |        |          | Árbitro(s): Luis Martínez                              |  |

| Bandera de la Provincia del Chaco · Bandera de la Provincia de Corrientes |
| Campeón Noreste                                                           |
|                                                                           |